# Dalhems huvudmästaren
Dalhems huvudmästaren är ett anonymnamn för en glasmästare och glasmålare verksam under 1200-talet.
Dalhems huvudmästaren var verksam på Gotland och utförde troligen sitt första fönster till Sankta Maria domkyrka i Visby och därefter omkring 1230 fönster till Dalhems kyrka där man finner det enda egenhändiga verk som kan tillskrivas honom det norra korfönstret. Denna glasmålning anses vara den äldsta bevarade glasmålningen i Sverige. Med en grön palmkvist i sin vänstra hand står helgonet Margareta i en stängt frontal hållning med en röd mantel svept över den blå klädnaden, vars halslinning lyser av guldbroderier samma guldgula färg återfinns i kronan och glorian kring hennes huvud. 
Hans efterföljare som glasmålare har samlats under epitetet Dalhelmsskolan och var verksam utifrån Visby fram till 1280. Till de anonyma mästare som var verksamma under Dalhelmsskolan räknas Judas-, Slite- och Endremästarna. Glasmåleriet utgör en speciell konstart på grund av det tekniska förfarandet med blyspröjsar som tecknar konturlinjer och de lysande glasrutorna som delvis målats. Glaset färgades redan vid smältningen med de ljusare färgerna och bemålades med mindre detaljer.  